# Brodie Chapman
Brodie Chapman (Mount Glorious, Queensland, 9 de abril de 1991) es una ciclista profesional australiana de ruta. Desde 2025 corre para el equipo emiratí UAE Team ADQ.

## Palmarés
2018
- Herald Sun Tour, más 1 etapa[2]

2019
- Gravel and Tar La Femme
- Tour de Gila, más 2 etapas
- 1 etapa del Tour de Feminin-O cenu Českého Švýcarska

2020
- Race Torquay

2022
- Gran Premio de Chambéry

2023
- Campeonato de Australia en Ruta
- 3.ª en el Campeonato de Australia Contrarreloj

2024
- 2.ª en el Campeonato de Australia Contrarreloj

2025
- Campeonato de Australia Contrarreloj
- 1 etapa del Tour Internacional de los Pirineos

## Equipos
- Team Tibco-Silicon Valley Bank (02.2018-2019)
- FDJ Futuroscope[3] (2020-2022)
  - FDJ Nouvelle Aquitaine Futuroscope (2020-2022)
  - FDJ-SUEZ-Futuroscope (2022)
- Trek (2023-2024)
  - Trek-Segafredo (2023)
  - Lidl-Trek (2023-2024)
- UAE Team ADQ (2025-)